# Дженніфер Вестфелд
Дженніфер Вестфелд (англ. Jennifer Westfeldt, нар. 2 лютого 1970, Гілфорд, Коннектикут) — американська акторка, режисерка, продюсерка та сценаристка, відома за фільмами «Цілуючи Джесіку Стейн», «Айра та Еббі», а також «Друзі з дітьми», до яких написала сценарій.

## Біографія
Дженніфер Вестфелд народилась 2 лютого 1970 року в місті Гілфорд, штат Коннектикут. Навчалась в середній школі міста Гілфорд, вже там брала участь в шкільних театральних постановах, а після її закінчення вступила до Єльського університету. 
Кар'єру розпочала в Нью-Йорку акторкою театру, зігравши в головній ролі в понад 25 бродвейських та регіональніх постановках. В 1997 році переїздить до Лос-Анджелесу, де через кілька тижнів отримує перші ролі в кінематографі.

## Особисте життя
Дженніфер має сестру, а також походить від шведського дворянина (прізвище якого пишеться Wastfeldt) тому вона знаходиться в шведській книзі перів.
З 1997 по 2015 перебувала в громадянському шлюбі з актором Джоном Геммом.

## Фільмографія
| Рік       |    | Українська назва               | Мовою оригіналу                    | Роль             | Статус                                    |
| --------- | -- | ------------------------------ | ---------------------------------- | ---------------- | ----------------------------------------- |
| 1998      | с  | Два хлопці, дівчина та піцерія | Two Guys, a Girl and a Pizza Place | Меліса           | акторка                                   |
| 1998-1999 | с  |                                | Holding the Baby                   | Келлі Омелі      | акторка                                   |
| 1999      | с  | Нишпорки                       | Snoops                             | Айрін            | акторка                                   |
| 2000      | с  | Справедлива Емі                | Judging Amy                        | Лейша Ейден      | акторка                                   |
| 2001      | тф |                                | The Gene Pool                      | Джейн Андерсон   | акторка                                   |
| 2001      | ф  | Дивись, Джейн втекла           | See Jane Run                       | дівчина          | акторка                                   |
| 2001      | ф  | Цілуючи Джесіку Стейн          | Kissing Jessica Stein              | Джесіка Стейн    | акторка, продюсерка,сценаристка           |
| 2003      | тф |                                | Untitled New York Pilot            | Катріна          | акторка                                   |
| 2003      | с  | Таксист                        | Hack                               | Емілі Карсон     | акторка                                   |
| 2004      | ф  | Уроки зваблення                | 50 Ways to Leave Your Lover        | Вел              | акторка                                   |
| 2005      | с  | 4исла                          | Numb3rs                            | Карен            | акторка                                   |
| 2005      | ф  | Тримай дистанцію               | Keep Your Distance                 | Мелоді Карпентер | акторка                                   |
| 2006      | ф  | Айра та Еббі                   | Ira & Abby                         | Еббі Вілогбі     | акторка,продюсерка, сценаристка           |
| 2007      | с  |                                | Wainy Days                         | Нора             | акторка                                   |
| 2007-2010 | с  | Дев'ять місяців з життя        | Notes from the Underbelly          | Лорен Стоун      | акторка                                   |
| 2009      | с  | Приватна практика              | Private Practice                   | Джен Гармон      | акторка                                   |
| 2009      | ф  | Перш, ніж ти скажеш «так»      | Before You Say 'I Do               | Джейн Гарднер    | акторка                                   |
| 2009      | с  | Анатомія Грей                  | Grey's Anatomy                     | Джен Гармон      | акторка                                   |
| 2010      | с  | 24                             | 24                                 | Мередіт Рід      | акторка                                   |
| 2012      | ф  | Друзі з дітьми                 | Friends with Kids                  | Джулі Келлер     | актор, режисерка, продюсерка, сценаристка |
| 2012      | с  |                                | Martha Speaks                      | жінка            | акторка                                   |
| 2024      | ф  | Думка про тебе                 | The Idea of You                    | -                | сценаристка                               |

## Нагороди та номінації
- 2001 — премія «Los Angeles IFP/West Film Festival» «Critics Special Jury Award» за фільм «Цілуючи Джесіку Стейн»
- 2003 — номінація на премію «Independent Spirit Awards» в категорії «найкращий перший сценарій» за фільм «Цілуючи Джесіку Стейн»
- 2003 — премія «Satellite Awards» «Golden Satellite Award» в категорії «найкраще виконання жіночої ролі в кінофільмі, комедії або мюзиклі» за фільм «Цілуючи Джесіку Стейн»
- 2004 — номінація «Tony Award» в категорії «Найкраща акторка» за мюзикл «Чудове місто»
- 2006 — премія «Boston Jewish Film Festival» «Audience Award» за фільм «Айра та Еббі»
- 2007 — премія «U.S. Comedy Arts Festival» «Film Discovery Jury Award» в категорії «найкраща акторка» за фільм «Айра та Еббі»